# Смольський Леонід Павлович
Смольський Леонід Павлович (нар. 21 вересня 1936, Нова Синявка, Старосинявський район, Хмельницька область, Українська РСР, СРСР) — радянський і український науковець, відмінник охорони здоров'я, ветеран праці, заслужений працівник освіти України (2003).

## Життєпис
Народився 21 вересня 1936 року в селі Нова Синявка Старосинявського району Хмельницької області. У 1960 році закінчив Вінницький державний медичний інститут імені М. І. Пирогова.
Протягом 1960—1961 років лікар-хірург Глинської лікарні Сумської області і Вінницької міської лікарні № 2. У 1961—1963 роки — виконуючий обов'язки асистента кафедри анатомії Вінницького державного медичного інституту імені М. І. Пирогова, з 1963 — лікар здоровпункту Старосинявського цукрового заводу Летичівського району Хмельницької області. З 1977 — доцент кафедри анатомії Вінницького державного медичного інституту і заступник декана педіатричного факультету. З 1980 — декан з роботи з іноземними студентами, з 1987 — заступник декана медичного факультету № 1.
У 1970 році отримав звання кандидата медичних наук. Коло наукових інтересів — порівняльно-анатомічний аспект будови м'язів нижніх кінцівок людини та вплив екстремальних факторів на репродуктивні органи. Автор 65 наукових праць, 17 раціоналізаторських пропозицій, співавтор 2 методичних посібників і двотомного підручника для студентів медичних вищих навчальних закладів «Анатомія людини».
З вересня 2021 року стипендіат Кабінету Міністрів України за видатні заслуги у сфері вищої освіти.

## Нагороди
- Відзнака «Відмінник охорони здоров'я» (1980);
- Медаль «Ветеран праці» (1988);
- Звання «Заслужений працівник освіти України» (2003);
- Почесна грамота Міністерства охорони здоров'я України.